# 2-я Рощинская улица
Втора́я Ро́щинская у́лица — улица, расположенная в Южном административном округе города Москвы на территории Даниловского района.

## История
Улица получила своё название 10 октября 1929 года по существовавшей здесь в XVIII—XIX веках Орловой роще, которая принадлежала графам Орловым.

## Расположение
2-я Рощинская улица проходит на запад от Малой Тульской улицы, с юга к ней примыкает 6-й Рощинский проезд, далее 2-я Рощинская улица пересекает 5-й Рощинский проезд и проходит до 4-го Рощинского проезда. Нумерация домов начинается от Малой Тульской улицы.

## Примечательные здания и сооружения
По нечётной стороне:
По чётной стороне:
- № 10 — школьное здание (1934, архитектор А. Б. Варшавер)[3]

## Транспорт

### Наземный транспорт
По 2-й Рощинской улице не проходят маршруты наземного общественного транспорта. У восточного конца улицы, на Малой Тульской улице, расположена остановка «Станция метро „Тульская“» автобусов 121, м90, с932.

### Метро
- Станция метро Тульская Серпуховско-Тимирязевской линии — восточнее улицы, между Большой Тульской улицей и Большим Староданиловским, Холодильным и 1-м Тульским переулками

### Железнодорожный транспорт
- Платформа Тульская Павелецкого направления МЖД  — юго-восточнее улицы, вблизи развязки Третьего транспортного кольца и Варшавского шоссе